# L'Unità

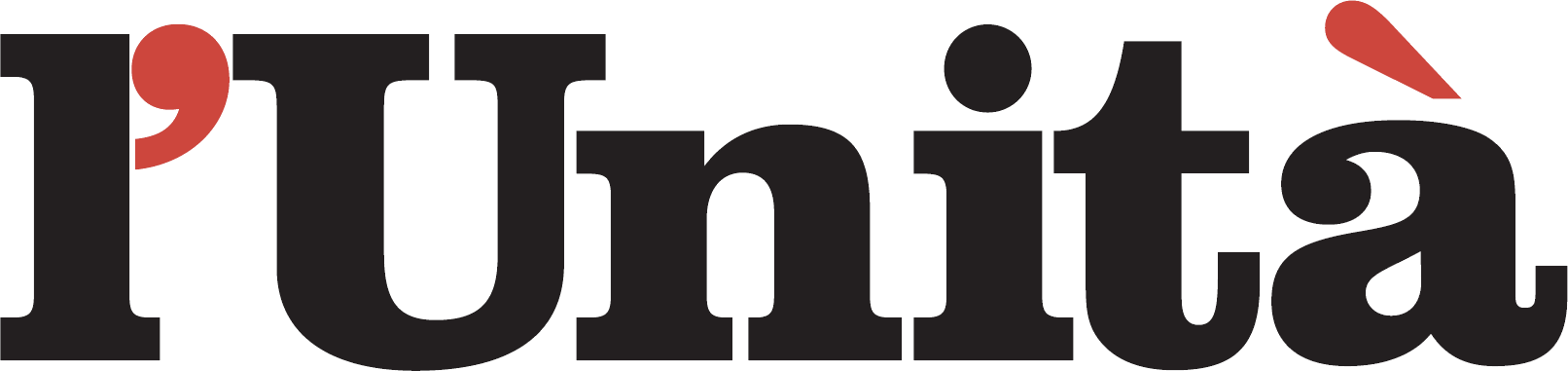
Logo de l'Unità de l'any 2014

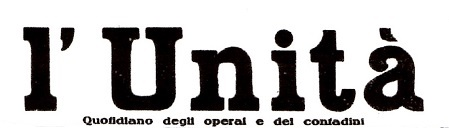
Logo de l'Unità de l'any 1924

L'Unità (en català: La Unitat) és un diari italià, lligat històricament al Partit Comunista Italià i posteriorment donant suport al Partit Democràtic.
L'Unità va ser fundat per Antonio Gramsci el 12 de febrer de 1924, amb el subtítol Diari dels obrers i els pagesos, com a orgue oficial del Partit Comunista Italià (PCI). S'imprimia a Milà, arribant a una circulació de prop de 20.000-30.000 exemplars. El 8 de novembre de 1925 el diari va ser suspès pel naixent del règim feixista i definitivament clausurat després de l'atemptat frustrat contra Benito Mussolini el 31 d'octubre de 1926. Una edició clandestina va ser publicada l'1 de gener de 1927, amb circulació a Milà, Torí, Roma i França. La publicació del diari va ser oficialment represa després de l'alliberació de Roma el 6 de juny de 1944.
Després de l'alliberació d'Itàlia, el 1945, van començar les edicions locals de L'Unità a Milà, Gènova i Torí, l'última editada pel filòsof Ludovico Geymonat. Col·laboradors habituals del diari eren Davide Layolo, Ada Gobetti, Cesare Pavese, Italo Calvino, Elio Vittorini, Aldo Tortorella o Paolo Spriano. El 1945 va ser] llançada la Festa de L'Unità per part del PCI.
El 1957, les edicions genovesa, milanesa i torinesa van ser unificades en una edició única per a tot el nord d'Itàlia. El 1974 la circulació de L'Unità arribava a 239.000 còpies diàries, però el seu tiratge va començar a decréixer cap als anys 1980, parell a la crisi del PCI: les 100 milions de còpies venudes el 1981 van davallar a tot just 60 milions el 1982. Massimo D'Alema, futur primer ministre d'Itàlia, en va ser director des de 1983 fins a juliol de 1990.
Entre 1989 i 1990 es va publicar al costat del diari una revista satírica setmanal, Cuore. El 1991 el subtítol va canviar de Diari del Partit Comunista Italià a Diari fundat per Antonio Gramsci, amb una circulació de prop de 156.000 exemplars. Després de la dissolució del PCI aquest mateix any el diari va passar a les mans de l'escissió majoritària, el Partit Democràtic de l'Esquerra. Entre 1992 i 1996, Walter Veltroni, dirigent del PDS, va exercir com a director.
Entre 2000 i 2001 el diari va deixar de publicar-se, a causa dels problemes financers que patia. Des d'aleshores és publicat per una empresa privada, no lligada oficialment als Demòcrates d'Esquerra, encara que la seva línia editorial tanmateix, continua fermament lligada al Partit.
La circulació diària del diari es trobava, al febrer de 2005, en 62.000 còpies. El juny de 2008, Renato Soru es converteix en el nou propietari de L'Unità. L'1 d'agost de 2014, quan ja publicava 21.000 exemplars, es va deixar d'editar.